# Канцеров Олександр Григорович
Канцеров Олександр Григорович — український живописець та музика. Народився 17 (29) квітня 1870 р., за іншими даними — 17 (29) серпня 1872 р., м. Грозний, нині Чечня, Російська Федерація — помер 25 травня 1937 р., Житомир. Похований на Вільському кладовищі.

## Життєпис
1890 р. — закінчив Київський Володимирський кадетський корпус, 1892 р. — Павлівське військове піхотне училище.
Служив ад'ютантом у 125-й Курському піхотному полкові, дислокованому в Рівному.
1896 р. вийшов у відставку та зайнявся живописом.
1899 р. жив у Санкт-Петербурзі, відвідував заняття в Академії мистецтв.
Живопису навчався у М. Дмитрієва-Оренбурзького, К. Крижицького,  В. Мате.
Працював у Житомирі: 1910—1915 рр. — керівник художньої студії; 1922—1927 рр. — викладач малювання у школі.
Від 1919 р. — 1-й голова Спілки Художників Житомира.

## Творчість
Учасник мистецьких виставок від 1897 р. Персональні виставки проводились лише по смерті митця: в Житомирі (1997) та Києві (2002).
«Співець природи України, а точніше, колишньої Волині, з її казковими лісами, заростями папороті та тихоплинними річками Тетеревом, Горинню, Гуйвою, — таким постає в нашій уяві чудовий український художник-пейзажист Олександр Григорович Канцеров, найвидатніший художник, який працював у Житомирі на початку  XX століття  до 1937 року».
Створював пейзажі, натюрморти у реалістичному стилі. Окремі роботи зберігаються у Житомирський краєзнавчий музей. Як віолончеліст підтримував творчі стосунки з композиторами Віктором Косенком і Михайлом Скорульським.
Твори: «Стовбур зрубаної берези» (1893), «Жовтень» (1898), «Сон-трава» (1900), «Річка Горинь» (1905), «Каплиця на польському кладовищі» (1906), «Річка Кам'янка» (1910-ті рр.), «Похмурий день» (1910), «Осіння симфонія» (1912); серія «Історія краю» (1935–36).

## Нагороди
1898 р. — Премія ім. А. Куїнджі.

## Вшанування
• Провулок Художника Канцерова в Житомирі.